# Мальковка (Мстиславский район)
Мальковка (бел. Малькаўка) — деревня в Мстиславском районе Могилёвской области Белоруссии. Входит в состав Ракшинского сельсовета.

## География
Деревня находится в северо-восточной части Могилёвской области, в пределах Оршанско-Могилёвской равнины, к западу от реки Кошанки), на расстоянии примерно 29 километров (по прямой) к западу-юго-западу (WSW) от Мстиславля, административного центра района. Абсолютная высота — 197 метров над уровнем моря.

## История
В конце XVIII века деревня входила в состав Могилёвской экономии Великого княжества Литовского.
Согласно «Списку населенных мест Могилёвской губернии» 1910 года издания населённый пункт являлся центром Мальковского товарищества Долговичской волости Чериковского уезда Могилёвской губернии. Имелось 60 дворов и проживало 510 человек (240 мужчин и 270 женщин).
До 2017 года Мальковка входила в состав ныне упразднённого Долговичского сельсовета.

## Население
По данным переписи 2009 года, в деревне проживало 24 человека.